# Chryseis
Trong Thần thoại Hy Lạp, Chryseis (/kraɪˈsiːɪs/, tiếng Hy Lạp cổ: Χρυσηΐς, Khrysēís, phát âm [kʰrysɛːís]) là một thiếu nữ sống ở thành Troia, con gái của Chryses (người trông coi điện thờ thần Apollo). Tên của cô trong Iliad, có nghĩa đơn giản là "con gái của Chryses", sau này các nhà văn đã viết tên thật của cô là Astynome (Ἀστυνόμη).

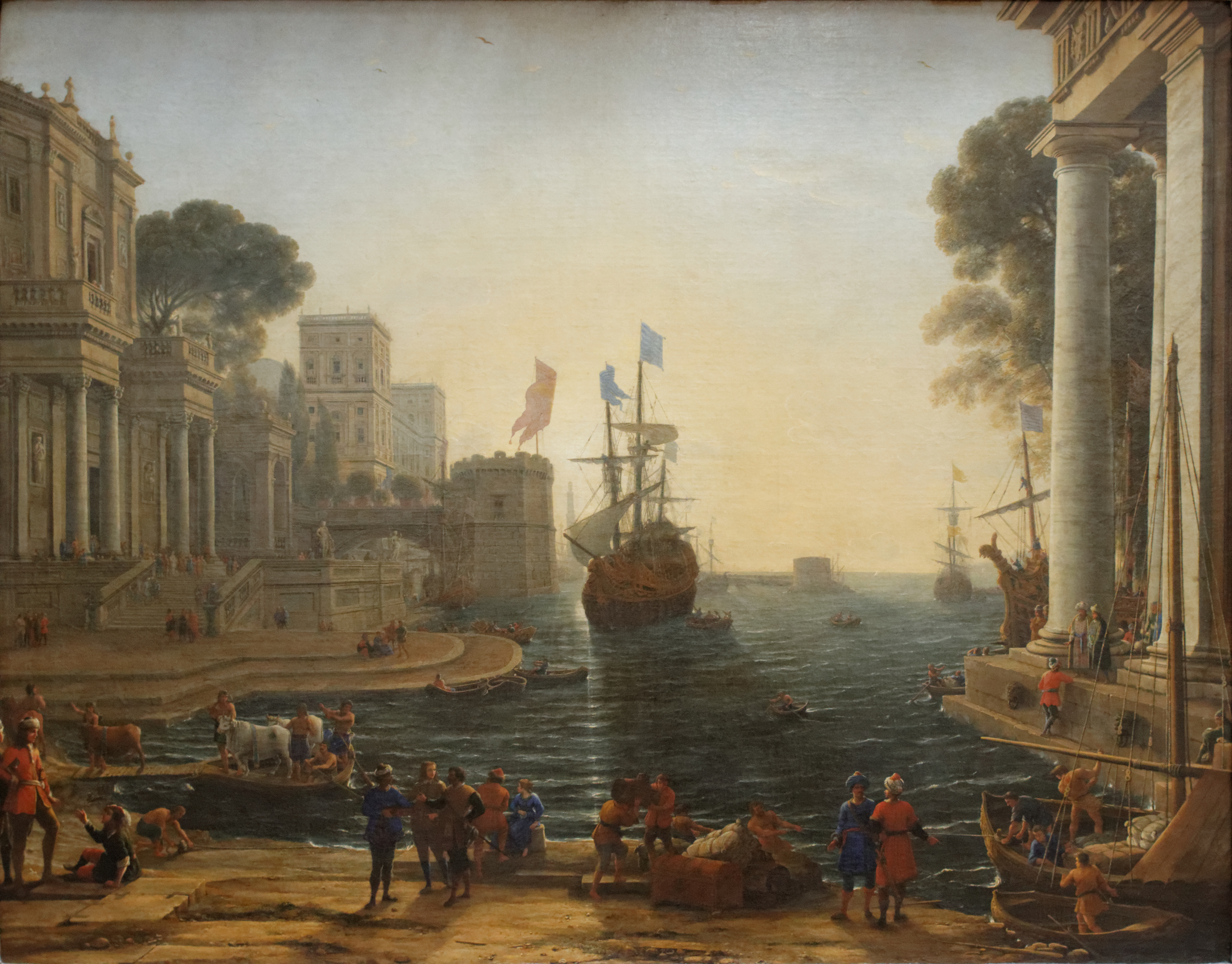
Odysseus trả lại Chryseis cho cha cô (tranh của Claude Lorrain, 1644).

Chryseis đã bị bắt đi để làm phần thưởng cho Agamemnon, thủ lĩnh người Hy Lạp. Cha cô đến tận lều của Agamemnon để xin chuộc con gái. Nhưng Agamemnon không những không trả lại con gái cho Chryses mà còn lăng mạ ông. Quá uất hận vì bị đối xử tàn nhẫn, Chryses cầu xin thần Apollo trừng phạt quân Hy Lạp. Thần Apollo liền bắn cung tới tấp vào phía doanh trại Hy Lạp. Những mũi tên mà mắt thường không nhìn thấy đó đã đem đến doanh trại một dịch bệnh đáng sợ. Agamemnon hết sức lo lắng. Achilles khuyên Agamemnon nên trả lại Chryseis diễm lệ cho cha cô. Agamemnon đồng ý nhưng với điều kiện là ông sẽ tước đoạt cô nữ tì Briseis của Achilles. Thế là nảy ra cuộc tranh cãi giữa Agamemnon và Achilles. Cuối cùng, Achilles đã không thể kìm nổi sự tức giận, anh quyết định rời bỏ quân đội Hy Lạp.

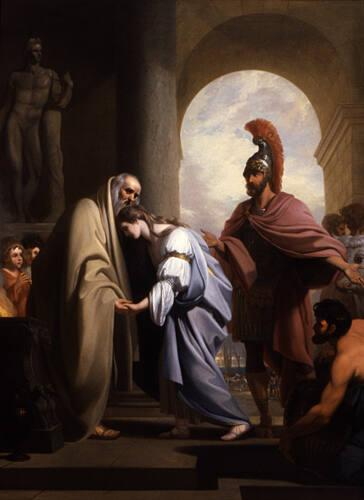
Chryseis quay trở về với cha cô (1771), tranh của Benjamin West